# Pomacentrus adelus
Pomacentrus adelus és una espècie de peix de la família dels pomacèntrids i de l'ordre dels perciformes.

## Morfologia
Els mascles poden assolir els 8,5 cm de longitud total.

## Distribució geogràfica
Es troba des del Mar d'Andaman fins a Vanuatu, incloent-hi Filipines, el nord d'Austràlia, Nova Caledònia i Tonga.